# Lengyel Imre
Lengyel Imre (Mezőberény, 1954. november 11.–) matematikus-közgazdász, Akadémiai-díjas (2016), Klebelsberg Kunó-díjas (2016), a Szegedi Tudományegyetem egyetemi tanára, a Magyar Tudományos Akadémia doktora.

## Életpályája
Középiskolai tanulmányait szülővárosában, Mezőberényben végezte a Petőfi Sándor Gimnáziumban 1969-1973 között. Az érettségit követően felvették a József Attila Tudományegyetem (ma: Szegedi Tudományegyetem) matematikus (programtervező) szakára, ahol a 11 hónapos kötelező katonai szolgálatot követően kezdte el tanulmányait és 1979-ben kapta meg oklevelét kitűnő minősítéssel. Az egyetem után Békéscsabán helyezkedett el a Dél-alföldi Tégla és Cserépipari Vállalatnál, a gyakornoki hónapokat követően mint osztályvezető-helyettes dolgozott a tervstatisztikai osztályon. Munka mellett, levelező tagozaton elvégezte 1981-1986 között a Marx Károly Közgazdaságtudományi Egyetem (jelenleg Budapesti Corvinus Egyetem) ipari tervező-szervező szakát, amelyen jó minősítéssel szerezte meg közgazdász diplomáját. Közben munkahelyet váltott, 1984-1985-ben a Békés Megyei Tanács Tervosztályán, Békéscsabán területi előadóként, majd 1986-1993 között az MTA Regionális Kutatások Központja Békéscsabai Osztályának tudományos munkatársaként dolgozott. 1994-től a Kőrösi Csoma Sándor Főiskolán (Békéscsaba) a gazdasági képzést (pénzügyi szakot) megszervező és irányító főigazgató-helyettes, egyúttal tanszékvezető főiskolai docens a Regionális és Település-gazdaságtani Tanszéken. 1997-ben lett a József Attila Tudományegyetem Közgazdasági Szakcsoportjának egyetemi docense, a Regionális és Alkalmazott Gazdaságtani Tanszék megalapítója és vezetője. 2000-től, az egyetemi integrációt, a szakcsoport karrá válását és intézeti szervezeti átalakulást követően 2019-ig a Szegedi Tudományegyetem Gazdaságtudományi Kar Közgazdaságtani és Gazdaságfejlesztési Intézet intézetvezető egyetemi tanára, a kar dékánhelyettese (1999-2002). Másodállásban 2005-2009-ben a Szent István Egyetem (Gödöllő) egyetemi tanára. 2012-2016 között az SZTE Közgazdaságtani Doktori Iskolájának vezetője.
Nős (1977-től), felesége Szugyiczki Mária testnevelő-jógaoktató, gyermekeik: Lengyel Balázs (1980) közgazdász, tudományos kutató és Lengyel Katalin (1982) kortárs táncművész és koreográfus.

## Munkássága
Matematikus diplomamunkáját továbbfejlesztve először optimalizálási feladatokkal, egy- és kétdimenziós anyagleszabási problémákkal foglalkozott, egyetemi (számítástudományi) doktori disszertációját is ebből a témakörből védte meg (JATE, 1983). Az MTA tudományos kutatójaként fő témája az önkormányzati költségvetés és lakossági pénzügyek térbeliségének elemzése volt, közgazdaságtudományi kandidátusi (MTA, 1995) értekezése is ezekből a kutatásokból született. 1997-től fő kutatási területe: regionális és városgazdaságtan, a telephely-választás kérdései, a regionális klaszterek működése, a regionális versenyképesség mérése és javítása, a regionális és helyi gazdaságfejlesztés. MTA doktora címét is ebben a témakörben írt, „Régiók versenyképessége és gazdasági fejlődése Magyarországon” értekezésével nyerte el (MTA, 2005), habilitált (SZTE, 2004). Főbb tantárgyai: regionális gazdaságtan, regionális gazdaságfejlesztés, társadalomtudományi kutatások módszertana.
Közel háromszáz tudományos mű szerzője vagy társszerzője (több mint 54 munkája idegen nyelven jelent meg), 19 tanulmánykötet szerkesztője. Rechnitzer Jánossal közösen írt „Regionális gazdaságtan” (Dialóg Campus Kiadó, Budapest-Pécs, 2004) című könyvét közel 20 felsőoktatási intézményben oktatták. „Regionális gazdaságfejlesztés” című könyve (Akadémiai Kiadó, Budapest, 2010) elnyerte az Akadémiai Kiadó Nívódíját, több mesterszakon és doktori képzésben is tankönyvként használják. 2021-ben megjelent „Regionális és városgazdaságtan” című monográfiája (Szegedi Egyetemi Kiadó, Szeged) a témakör hazai átfogó műve. A regionális versenyképesség mérésére és javítására általa kidolgozott ún. „piramismodellt” 22 nyelvre lefordították és közel 30 országban alkalmazták. Munkáira közel 5800 független hivatkozás történt, Hirsch-indexe: 30. Tudományos teljesítményének elismeréseként többek között elnyerte az Akadémiai Díjat, a Magyar Érdemrend Lovagkeresztjét, a Klebelsberg Kunó Díjat, a Regionális Tudományért életműdíjat és a Szőkefalvi-Nagy Béla díját.
Aktívan részt vesz a tudományos közéletben, az MTA IX. osztálya Regionális Tudományos Bizottság tagja (1991-től), alelnöke (1999-2008), elnöke (2008-2011), az MTA közgyűlési képviselője (2013-2016). A Magyar Regionális Tudományi Társaság elnökségi tagja (2002-2017), alelnöke (2014-2017), az MTA Szegedi Területi Bizottság Gazdaságtudományi Szakbizottság tagja (1993-tól), elnöke (2008-2017), az MTA Szegedi Területi Bizottsága elnökségi tagja (2014-2017). Több folyóirat szerkesztőbizottságának tagja, az Akadémiai Kiadó ’modern regionális tudományi’ sorozat alapítója és szerkesztője (eddig 11 kötet jelent meg). Megszervezte és irányította 2013-2016 között a „Central European PhD-workshop on regional economics” évente tartott rendezvénysorozatot. Rendszeres résztvevője a hazai és nemzetközi regionális tudományi konferenciáknak, több jelentős kutatási program szervezője és vezetője. Kétszer jelölték az MTA levelező tagjának, 2018-ban és 2021-ben.
Az egyetemi és felsőoktatási közéletben számos feladatot vállalt, többek között tagja a Szegedi Tudományegyetem Szenátusának (2000-2003 és 2014-2016), Doktori Tanácsának (2005-2016), Tudományos Tanácsának (2006-tól), a Gazdaságtudományi Kar Tanácsának (1999-2019). A MAB Gazdaságtudományi Bizottságának (2007-2010), illetve Társadalomtudományi Szakbizottságának (2012-2018) tagja. Az SZTE GTK-n a regionális és környezeti gazdaságtani mesterszak (2008-2013), illetve a vállalkozásfejlesztés mesterszak (2013-2018) megszervezője és vezetője. Az általa segített hallgatók közül az OTDK Közgazdaságtudományi Szekcióban 11 fő nyert országos díjat (I. díj 6 fő, II. díj 2 fő, III. díj 3 fő), amiért 2009-ben elnyerte a Mestertanár Aranyérmet. Eddig 9 doktorandusz védte meg témavezetésével PhD-fokozatát.

## Díjai, elismerései
- Főiskoláért Díj (1997), Békéscsaba
- Széchenyi Professzori Ösztöndíj (1997 - 2000)
- Mestertanár Aranyérem (OTDT, 2009)
- Akadémiai Kiadó Nívódíja (2010)
- A Magyar Érdemrend lovagkeresztje (2015)
- Akadémiai Díj (2016), Magyar Tudományos Akadémia
- Klebelsberg Kunó Díj (2016), Szegedi Tudományegyetem
- Az Év Kutatója elismerő oklevél (2019), Szegedi Tudományegyetem
- Regionális Tudományért Díj (2020), a Magyar Regionális Tudományi Társaság életműdíja
- Máriás Antal Emlékérem (2021), Országos Tudományos Diákköri Tanács
- Szőkefalvi-Nagy Béla Díj (2023), Szegedért Alapítvány
- Mezőberény Város Díszpolgára (2023), Mezőberény Város Képviselő-testülete

## Főbb publikációi
Könyvek, könyvfejezetek, tanulmánykötetek szerkesztése
- Development of local government finance in Hungary (In Bennett, R. J. (ed): Local Government in the New Europe. Belhaven Press, London, 1993, pp. 225-245. ISBN 185 293 287 2)
- A lakossági megtakarítások területi egyenlőtlenségei a közgazdasági elméletek tükrében (In Enyedi György (szerk.): Társadalmi-területi egyenlőtlenségek Magyarországon. Közgazdasági és Jogi Könyvkiadó, Budapest, 1993, pp. 333-358. ISBN 963 222 664 X)
- From plan to market: The case of Hungarian banking system (In Tykkyläinen, M. (ed): Local and Regional Development During the 1990s Transition in Eastern Europe. Avebury, Aldershot, 1995, pp. 109-118. ISBN 185 972 118 4)
- Local Development and Public Administration in Transition (JATEPress, Szeged, 1998, p. 226., társszerkesztők: Max Barlow és Richard Welch, ISBN 963 482 331 9)
- A városok versenyképességéről (In Horváth Gyula - Rechnitzer János (szerk.): Magyarország területi szerkezete és folyamatai az ezredfordulón. MTA RKK, Pécs, 2000, pp. 130-152., társszerző: Rechnitzer János, ISBN 963 9052 18 3)
- Ipari parkok fejlődési lehetőségei: regionális gazdaságfejlesztés, innovációs folyamatok és klaszterek; szerk. Buzás Norbert, Lengyel Imre; JATEPress, Szeged, 2002
- A hazai építőipar versenyképességének javítása: klaszterek szerepe a gazdaságfejlesztésben; szerk. Lengyel Imre, Rechnitzer János; Régió Art, Győr, 2002
- Verseny és területi fejlődés: térségek versenyképessége Magyarországon (JATEPress, Szeged, 2003, p. 454., ISBN 963 482 698 9)
- Knowledge transfer, small and medium-sized enterprises and regional development in Hungary; szerk. Lengyel Imre; JATEPress, Szeged, 2003
- Regionális gazdaságtan (Dialóg Campus, Budapest-Pécs, 2004, p. 391., társszerző: Rechnitzer János, ISBN 963 9542 46 6)
- Kihívások és válaszok: a magyar építőipari vállalkozások lehetőségei az európai uniós csatlakozás utáni időszakban; szerk. Lengyel Imre, Rechnitzer János; Novadat, Győr, 2006
- Kérdőjelek a régiók gazdasági fejlődésében; szerk. Lengyel Imre, Lukovics Miklós; JATEPress, Szeged, 2008 (SZTE Gazdaságtudományi Kar közleményei)
- The Internationalization of Hungarian SMEs (In Dana, L-P. – Welpe, I. M. – Han, M. – Ratten, V. (eds): Handbook of Research on European Business and Entrepreneurship. Towards a Theory of Internationalization. Edward Elgar, Cheltenham- Northampton, 2008, pp. 277-295., társszerző: Kállay László, ISBN 978 1 84542 501 2)
- Knowledge-based local economic development for enhancing competitiveness in lagging areas of Europe: The case of the University of Szeged (In Varga Attila (ed): Universities, Knowledge Transfer and Regional Development: Geography, Entrepreneurship and Policy. Edward Elgar, Cheltenham- Northampton, 2009, pp. 322-349. ISBN 978 184 542 931 7)
- A regionális tudomány két évtizede Magyarországon (Akadémiai Kiadó, Budapest, 2009, p. 468., társszerkesztő: Rechnitzer János, ISBN 978-963-05-8675-7)
- Regional competitiveness, innovation and environment; szerk. Bajmócy Zoltán, Lengyel Imre; JATEPress, Szeged, 2009
- Regionális gazdaságfejlesztés. Versenyképesség, klaszterek és alulról szerveződő stratégiák (Akadémiai Kiadó, Budapest, 2010, p. 385., ISBN 978 963 05 88 379)
- Regionális innovációs képesség, versenyképesség és fenntarthatóság; szerk. Bajmócy Zoltán, Lengyel Imre, Málovics György; JATEPress, Szeged, 2012
- Térségek versenyképessége, intelligens szakosodása és újraiparosodása; szerk. Lengyel Imre, Nagy Benedek; JATEPress, Szeged, 2016
- A régiók versenyképességének piramismodellje. Az eredeti koncepciótól a 13 nyelvre lefordított változatokig; SZTE Gazdaságtudományi Kar, Szeged, 2017
- Két évtizedes a regionális tudományi műhely Szegeden: 1997-2017. szerk. Lengyel Imre, JATEPress, Szeged, 2017 (ISBN 978 963 315 361 1)
- Competitive and uncompetitive regions in transition economies: the case of the Visegrad post-socialist countries. In Huggins, R. - Thompson, P. (eds): Handbook of Regions and Competitiveness. Contemporary Theories and Perspectives on Economic Development. Edward Elgar, Cheltenham, 2017, pp. 398-415. (ISBN 978 1 78347 500 1)
- Térségek növekedése és fejlődése: egészségipari és tudásalapú fejlesztési stratégiák. szerk. Lengyel Imre, JATEPress, Szeged, 2018 (ISBN 978-963-315-374-1)
- A régiók versenyképességének piramismodellje és alkalmazásai: az eredeti koncepciótól a 22 nyelvre lefordított változatokig. The pyramid model of regional competitiveness and its applications: From the original concept to the versions translated into 22 languages. JATEPress, Szeged, 2019 (p. 211) (ISBN 978-963-315-414-4)
- Regionális és városgazdaságtan (Szegedi Egyetemi Kiadó, Szeged, 2021, p. 577) (ISBN 978-963-306-816-8)

Folyóiratcikkek
- Síküveg szabásának optimalizálása (I). Szigma, 1981, pp. 169-190. (Kuba Attilával)
- A raktárkészlet figyelembevétele a Gilmore-Gomory módszernél. Szigma, 1984, pp. 167-184. (Kalmár Jánossal)
- Anyagleszabási problémák hátizsákfeladatainak egy gyakorlati célú általánosítása. Szigma, 1986, pp. 193-208.
- Alföldi remények és "tanácstalanságok". Közgazdasági Szemle, 1988, 6, pp. 749-761.
- Megjegyzések a Gilmore-Gomory módszer gyakorlati alkalmazásához. Alkalmazott Matematikai Lapok, 1992, 1-2, pp. 45-59.
- The Hungarian Banking System in Transition. GeoJournal, 1994, 4, pp. 381-392.
- Mérni a mérhetetlent? A megyei jogú városok vizsgálata többdimenziós skálázással. Tér és Társadalom, 1999, 1-2, pp. 53-74.
- A regionális versenyképességről. Közgazdasági Szemle, 2000, 12, pp. 962-987.
- Porter-rombusz: a regionális gazdaságfejlesztési stratégiák alapmodellje. Tér és Társadalom, 2000, 4, pp. 39-86.
- Iparági és regionális klaszterek: tipizálásuk, térbeliségük és fejlesztésük főbb kérdései. Vezetéstudomány, 2001, 10, pp. 19-43.
- A külső gazdasági hatások (externáliák) térbelisége. Tér és Társadalom, 2002, 2, pp. 1-20. (Mozsár Ferenccel)
- A városi területhasználat monocentrikus modelljéről. Tér és Társadalom, 2002, 3. pp. 1-26. (Mozsár Ferenccel)
- The Pyramid Model: Enhancing Regional Competitiveness in Hungary. Acta Oeconomica, 2004, 3, pp. 323-342.
- Fejlesztési pólusok, mint a tudásalapú gazdaság kapuvárosai. Magyar Tudomány, 2007, 6. pp. 749-758.
- A regionális tudomány „térnyerése”: reális esélyek avagy csalfa délibábok? Tér és Társadalom, 2010, 3, pp. 11-40.
- Competitiveness of Hungarian Urban Microregions: Localization Agglomeration Economies and Regional Competitiveness Function. Regional Statistics, 2012, vol. 52., special issue 2., pp. 27-44. (Szakálné Kanó Izabellával)
- A közelség szerepének újraértelmezése az innovatív üzleti kapcsolatokban. Vezetéstudomány, 2012, 3. pp. 19-29. (Fenyővári Zsolttal és Nagy Benedekkel)
- Drivers of Regional Competitiveness in the Central European Countries. Transition Studies Review, 2013, vol. 20., issue 3., pp. 421-435. (Rechnitzer Jánossal)
- Reorganizing of Hungarian manufacturing sector: impacts of EU accession and global crises. European Journal of Business Research, 2014, vol. 14., no 2., pp. 93-100. (ISSN: 1945-2977)
- Vágyak és realitások közt vergődve: A közgazdasági doktori képzésekről. Közgazdasági Szemle, 2015, 7-8. pp. 819-834.
- Competitiveness of Metropolitan Regions in Visegrad Countries. Procedia - Social and Behavioral Sciences, 2016, vol. 223, pp. 357-362. (DOI information: 10.1016/j.sbspro.2016.05.241)
- Az újraiparosodás térbeli kérdőjelei Magyarországon. Közgazdasági Szemle, 2016, 6, pp. 615-646. (Szakálné Kanó Izabellával, Vas Zsófiával és Lengyel Balázzsal)
- Challenges of Entrepreneurship in a Less Developed Region of Hungary: the ELI-ALPS Laser Research Centre in Szeged. Journal Transition Studies Review, 2016, 1, pp. 79-96. (Lukovics Miklóssal és Imreh Szabolccsal)
- A feldolgozóipar szerkezetváltása Magyarországon 2008 és 2014 között. Külgazdaság, 2016, 60. évf., no. 9-10., pp. 3-27. (Nagy Benedekkel)
- A kutatás-fejlesztés és a versenyképesség térbeli összefüggései a visegrádi országokban. Tér és Társadalom, 2016, 4. szám, pp. 71-87. (doi:10.17649/TET.30.4.2808)
- Spatial differences of reindustrialization in a postsocialist economy: manufacturing in the Hungarian counties. European Planning Studies, 2017, vol. 25., no. 8., pp. 1416-1434. (DOI: 10.1080/09654313.2017.1319467) (Vas Zsófiával, Szakálné Kanó Izabellával és Lengyel Balázzsal)
- Térségek konvergenciájának vizsgálata a V4 országokban. Statisztikai Szemle, 2018, 96. évf. 11-12. szám, pp. 1069-1090. (Kotosz Balázzsal)
- A magyar gazdasági növekedés térbeli korlátai – helyzetkép és alapvető dilemmák. Közgazdasági Szemle, 2018, 65. évf. 5. szám, pp. 499-524. (Varga Attiláva)
- The catching up processes of the regions of the Visegrad Group countries. Comparative Economic Research, 2018, vol. 21, no 4., pp. 5-24. (Kotosz Balázzsal)
- Újraiparosodás Kelet-Közép-Európában - újraéledő centrum-periféria munkamegosztás? Közgazdasági Szemle, 2019, 66. évf, 2. sz, pp. 163-184. (Nagy Benedekkel és Udvari Beátával)
- Agglomeration, foreign firms and firm exit in regions under transition: the increasing importance of related variety in Hungary. European Planning Studies, 2019, vol 27., no 11., pp. 2099-2122. (Szakálné Kanó Izabellával, Elekes Zoltánnal, Lengyel Balázzsal)
- Reindustrialization patterns in the post-socialist EU members: A comparative study between 2000 and 2017. The European Journal of Comparative Economics, 2021, vol. 17, no. 2, pp. 253-275. (Nagy Benedekkel és Udvari Beátával)
- Convergence clubs of NUTS3 regions of the V4 Group. E a M: Ekonomie a Management, 2021, vol. 24., no 4. pp. 22-38. (Szakálné Kanó Izabellával)
- Relationships between factors of regional competitiveness in Central and Eastern Europe. Journal of International Studies, 2023, vol 16., no 3., pp. 78-96. (Kovács Péterrel és Bodnár Gáborral)